# Ptilinopus insularis
El tilopo de Henderson o tilopo de la Henderson (Ptilinopus insularis) es una especie de ave columbiforme de la familia Columbidae endémica de la isla Henderson.

## Descripción
El tilopo de Henderson mide alrededor de 22 cm de largo. Su cabeza, cuello, pecho y parte superior del manto son de color gris azulado, con una mancha de color rosado intenso en la frente y parte frontal del píleo con un borde amarillo. El resto de su plumaje es verde, más claro y amarillento en las partes inferiores, aunque sus rémiges tienen bordes amarillos y blanquecinos. Su cola tiene a punta blanquecina y brillos broncíneos. Su pico es amarillo y sus patas rojizas.

## Distribución geográfica y hábitat
Se encuentra únicamente en la isla Henderson en el archipiélago de las islas Pitcairn, en el Pacífico sur.
Su hábitat natural es el bosque bajo húmedo tropical de la isla.